# Salziger See und Salzatal
Salziger See und Salzatal bezeichnet ein EU-Vogelschutzgebiet in der Gemeinde Seegebiet Mansfelder Land im Landkreis Mansfeld-Südharz und den Gemeinden Teutschenthal und Salzatal im Saalekreis in Sachsen-Anhalt.

## Allgemeines
Das aus vier Teilflächen bestehende EU-Vogelschutzgebiet ist circa 649 Hektar groß. Es überlagert sich vollständig mit den FFH-Gebieten „Salziger See nördlich Röblingen am See“ und „Salzatal bei Langenbogen“, wobei das FFH-Gebiet „Salzatal bei Langenbogen“ über das Vogelschutzgebiet hinausgeht und sich entlang der Salza bis zu deren Mündung in die Saale erstreckt. Große Teile des Vogelschutzgebietes sind als Naturschutzgebiete „Salziger See“ bzw. „Salzatal zwischen Langenbogen und Köllme“ ausgewiesen. Die im Landkreis Mansfeld-Südharz liegenden Teile des Vogelschutzgebietes sind fast vollständig vom Landschaftsschutzgebiet „Süßer und Salziger See“ umgeben, die im Saalekreis liegenden Teile sind fast vollständig vom Landschaftsschutzgebiet „Salzatal“ umgeben. Die Naturdenkmale „Igelsumpf“, „Tausendsee“, „Grottenteich“, „Salz- und Trockenrasen-Vegetation bei Langenbogen“, „Erdfall am Bindersee“ und „Erdfall Teufelsspitze“ liegen innerhalb des EU-Vogelschutzgebietes. Das EU-Vogelschutzgebiet ist durch die Landesverordnung zur Unterschutzstellung der Natura 2000-Gebiete im Land Sachsen-Anhalt (N2000-LVO LSA) seit dem 21. Dezember 2018 rechtlich gesichert. Zuständige untere Naturschutzbehörden sind der Landkreis Mansfeld-Südharz und der Saalekreis.

## Beschreibung
Das EU-Vogelschutzgebiet liegt westlich von Halle (Saale) und auf dem Gebiet des Saalekreises im Naturpark Unteres Saaletal. Je zwei Teilflächen umfassen Bereiche des Salzigen Sees und des Salzatals.
Der Salzige See ist der Rest eines früher ausgedehnten Sees, der infolge von Bodensenkungen durch natürliche Salzauslaugungen der im Untergrund anstehenden salzhaltigen Gesteine eine Fläche von bis zu 875 Hektar umfasste. Durch den Kupferschieferabbau im Mansfelder Bergbaurevier im 20. Jahrhundert sank der Wasserspiegel des Sees infolge von Entwässerungsmaßnahmen deutlich. Nach Wassereinbrüchen im Mansfelder Bergbaurevier im Jahr 1892 wurde der See zur Sicherung des Bergbaus trockengelegt. Nachdem die Wasserhaltung im Bergbaurevier nach der Einstellung des Bergbaus im Jahr 1970 beendet worden war, setzte eine großflächige Vernässung des Gebietes ein. Es bildeten sich ausgedehnte Flachgewässer, an denen sich wieder zuvor verlorengegangene Verlandungs- und Feuchtvegetation ansiedelte. Der Wasserstand im Gebiet wird heute durch Abpumpen auf dem aktuellen Niveau gehalten, so dass im Bereich des ehemaligen Salzigen Sees neben als Äcker oder Grünland genutzten landwirtschaftlichen Nutzflächen feuchte bis nasse, oft artenreiche Wiesen, Brachen, Schlammflächen, Salzwiesen und Flachwasserzonen mit Röhrichtgesellschaften und salztoleranten Ufergesellschaften aus Gifthahnenfußgesellschaften und Gesellschaften des Graugrünen und Roten Gänsefußes sowie Salzpflanzengesellschaften mit Strandaster, Hochstaudenfluren und Weidengebüschen zu finden sind. An der Salza sind Schilfröhrichte ausgebildet. Das Fließgewässer wird von Gehölzen begleitet.
Neben dem Niederungsbereich des ehemaligen Salzigen Sees sind nördlich und nordwestlich davon auch höher gelegene Hangbereiche sowie ein großer Teil der Teufelsspitze und der südwestliche Teil des Bindersees östlich von Seeburg in das EU-Vogelschutzgebiet einbezogen. Hangbereiche sind auch entlang des Salzatals Bestandteil des EU-Vogelschutzgebietes. An höher gelegenen und damit trockeneren Standorten sind Trocken- und Halbtrockenrasen ausgebildet. Teilweise sind Streuobstwiesen zu finden. Auf Trocken- und Halbtrockenrasen sowie Ruderalfluren siedeln unter anderem Gelber Günsel, Haarpfriemengras, Frühlingsadonisröschen, Odermennig, Kleines Habichtskraut, Zypressenwolfsmilch und Stängelloser Tragant. Insgesamt wurden im Bereich des Salzigen Sees über 600 Pflanzenarten nachgewiesen, von denen rund 100 selten und bedroht sind.
Das Gebiet hat eine hohe Bedeutung für Brut- sowie Zug- und Rastvögel. Bei Brutvogelkartierungen wurden mehr als 125 Brutvogelarten nachgewiesen. So sind im Vogelschutzgebiet unter anderem die schilfbewohnenden Vogelarten Rohrdommel, Zwergdommel, Rohrweihe, Tüpfelsumpfhuhn, Schwarzhalstaucher, Blaukehlchen, Schilfrohrsänger, Drosselrohrsänger, Rohrschwirl, Beutelmeise und Bartmeise heimisch. Verbuschte Rasenbereiche und die Streuobstwiesen beherbergen unter anderem die Vogelarten Neuntöter, Raubwürger, Wendehals, Rebhuhn, Sperbergrasmücke, Schwarzkehlchen und Braunkehlchen.
Die Stillgewässer sind wichtige Rast- und Schlafplätze für Gänse wie die Waldsaat- und die Blässgans, die während des Vogelzuges hier in großer Zahl rasten. Weiterhin sind sie Mauserplätze für Enten, darunter Schnatterente, Krickente, Stockente, Löffelente und Tafelente. Schlammflächen und Flachwasserzonen sind während des Vogelzuges Rastflächen für Kraniche und Limikolen.
Das EU-Vogelschutzgebiet beherbergt zahlreiche weitere Tierarten, darunter verschiedene Insekten wie Libellen, Heuschrecken, Käfer und Schmetterlinge sowie Amphibien.
Das EU-Vogelschutzgebiet wird bei Seeburg durch die Bundesstraße 80 gequert, die das Gebiet zweiteilt. Weiterhin quert die Landesstraße 176 zwischen Röblingen am See und Aseleben das Vogelschutzgebiet. Die beiden Teilflächen nordwestlich bzw. nordöstlich von Langenbogen grenzen an die Landesstraße 156. Am Rand des Salzatals nordöstlich von Langenbogen verläuft eine Straße durch das Vogelschutzgebiet.